# Zorzines amabilis
Zorzines amabilis là một loài bướm đêm trong họ Noctuidae.